# Der Jazzsänger (1946)
Der Jazzsänger (Originaltitel: The Jolson Story) ist eine US-amerikanische Filmbiographie des Regisseurs Alfred E. Green aus dem Jahr 1946. Der Film erzählt das Leben des jüdisch-amerikanischen Jazzsängers Al Jolson (1886–1950). Deutschland-Premiere war am 7. Juni 1957.

## Handlung
In seiner Bühnenshow fordert der Entertainer Steve Martin die Zuschauer auf, bei einem Song mitzusingen. Aber nur einer der Zuschauer singt mit, ein Junge namens Asa Yolson. Martin ist von Asas Stimme begeistert und versucht, ihn in seine Show zu bekommen. Asa ist Jude und sollte in der Synagoge sein. Martins Besuch beim Rabbi bringt nichts, der Rabbi verbietet Asa ein Show-Engagement. Der Junge läuft daraufhin weg nach Baltimore. In einem Heim hilft ihm ein Priester, Steve Martin zu finden. Der setzt sich mit Asas Eltern in Verbindung. Die Eltern stimmen zu, nachdem ihnen Asa gesagt hat, er würde weiterhin ausreißen, wenn er nicht singen dürfe. Nach einigen Vorstellungen kommt es zu kreativen Differenzen zwischen Asa und Steve. Als Asa in den Stimmbruch kommt, will er aufgeben, doch Steve überzeugt ihn, dass die neue Stimmlage funktionieren würde. Asa lässt sich überzeugen und nimmt den Künstlernamen Al Jolson an.
Als Al einen betrunkenen Kollegen, Tom Baron, vertritt, werden die Unternehmer Hammerstein und Doxteter auf Al aufmerksam. Doxteter engagiert ihn für sein Bühnenstück. Zuerst ist Al froh darüber, doch nach einiger Zeit langweilt er sich darüber, immer wieder nur das gleiche Lied zum Besten zu geben. Doxteter versucht es mit Variationen, doch Al ist nicht zufrieden. Eines Abends verpasst Al seinen Auftritt, als er eine Jazzvorstellung hört – mit der Musik, die er liebt. Doxteter feuert ihn, doch Tom Baron lädt ihn ein, in seiner Show seine eigenen Stücke zu singen. Al singt bei Tom seinen bekanntesten Hit: Mammy. Mit der Zeit werden Als Auftritte immer besser. Er experimentiert mit Lichteffekten und Bühnenbildern. Al geht mit seiner Show schließlich auf Tournee. Dabei lernt er die Tänzerin Julie Benson kennen. Für Al ist es Liebe auf den ersten Blick. Nach der Tournee heiraten die beiden. Doch Julie will im Gegensatz zu Al aus dem Showgeschäft aussteigen.
Als sie eines Tages ihren Hochzeitstag bei Als Eltern feiern wollen, fordert ihn sein Vater auf, etwas zu singen. Tom schlägt vor, in einen Nachtclub zu gehen, doch Al hat Angst davor, erkannt zu werden. Niemand will jedoch etwas davon wissen. Es geht in einen Nachtclub und Al wird prompt erkannt und aufgefordert, eine Nummer zu singen. Julie merkt, dass Al nur auf der Showbühne glücklich ist und verlässt leise den Raum und Als Leben.

## Hintergrund
Filmeditor William A. Lyon kam später zu Oscarehren. Er gewann den Oscar zweimal, 1954 und 1956. Auch Kostümdesigner Jean Louis gewann 1957 einen Oscar. Szenenbildner Stephen Goosson kam hingegeben schon oscarprämiert zum Projekt. Seine Statue hatte er 1938 erhalten.
Der Film war der mit Abstand erfolgreichste an den US-Kinokassen des Jahres 1946. 1949 drehte Harry Levin eine Fortsetzung unter dem Titel Jolson Sings Again, wieder mit Larry Parks und William Demarest. Unter dem deutschen Titel Der Jazzsänger war 1927 der erste US-amerikanische Tonfilm (Originaltitel: The Jazz Singer) entstanden. Regie führte seinerzeit Alan Crosland. In der Hauptrolle: Al Jolson.

## Kritiken
Für den film-dienst war der Film „als Biografie nicht sehr authentisch, als Film unterhaltsam durch Showelemente und hervorragende Jazzsongs, die von Jolson selbst im Playback-Verfahren interpretiert sind.“

## Auszeichnungen
Oscarverleihung 1947
- Auszeichnungen:
  - Beste Filmmusik – Morris Stoloff
  - Bester Ton – John P. Livadary
- Nominierungen:
  - Bester Hauptdarsteller – Larry Parks
  - Bester Nebendarsteller – William Demarest
  - Beste Kamera (Farbe) – Joseph Walker
  - Bester Schnitt – William A. Lyon

1947 wurde die Produktion mit dem Photoplay Award als Bester Film ausgezeichnet.